# Badminton na Letnich Igrzyskach Olimpijskich 2004 – gra pojedyncza mężczyzn
W turnieju indywidualnym badmintona na igrzyskach olimpijskich w Atenach wzięło udział 32 zawodników z 22 krajów. Wystartował jeden Polak - Przemysław Wacha.

## Medaliści
| Złoty   | Taufik Hidayat   | Indonezja        |
| Srebrny | Shon Seung-mo    | Korea Południowa |
| Brązowy | Sony Dwi Kuncoro | Indonezja        |

## Wyniki

### 1/16 finału
| Zawodnik 1         | Wynik              | Zawodnik 2             |
| ------------------ | ------------------ | ---------------------- |
| Ronald Susilo      | 15:12, 15:10       | Lin Dan                |
| Björn Joppien      | 14:17, 15:7, 15:11 | Kasperi Salo           |
| Lee Hyun-il        | 15:3, 15:2         | Stuart Brehaut         |
| Boonsak Ponsana    | 15:1, 15:10        | Chris Dednam           |
| Wong Choong Hann   | 15:1, 15:5         | Przemysław Wacha       |
| Taufik Hidayat     | 15:8, 15:5         | Hidetaka Yamada        |
| Peter Gade         | 15:8, 15:1         | Chien Yu-hsiu          |
| Nikhil Kanetkar    | 15:7, 15:13, 13:15 | Sergio Llopis          |
| Jim Ronny Andersen | 15:7, 13:15, 15:13 | Pedro Yang             |
| Sony Dwi Kuncoro   | 15:8, 9:15, 15:8   | Muhammad Roslin Hashim |
| Park Tae-sang      | 15:12, 15:0        | Abhinn Shyam Gupta     |
| Bao Chunlai        | 15:6, 15:5         | Shoji Sato             |
| Richard Vaughan    | 15:5, 15:5         | Marco Vasconcelos      |
| Shon Seung-mo      | 15:12, 15:3        | Antti Viitikko         |
| Lee Chong Wei      | 15:3, 15:13        | Ng Wei                 |
| Chen Hong          | 12:15, 15:5, 15:9  | Kenneth Jonassen       |

### 1/8 finału
| Zawodnik 1         | Wynik              | Zawodnik 2       |
| ------------------ | ------------------ | ---------------- |
| Ronald Susilo      | 15:11, 15:6        | Björn Joppien    |
| Lee Hyun-il        | 13:15, 11:15       | Boonsak Ponsana  |
| Wong Choong Hann   | 15:11, 7:15, 9:15  | Taufik Hidayat   |
| Peter Gade         | 15:10, 15:6        | Nikhil Kanetkar  |
| Jim Ronny Andersen | 7:15, 6:15         | Sony Dwi Kuncoro |
| Park Tae-sang      | 15:11, 15:12       | Bao Chunlai      |
| Richard Vaughan    | 9:15, 4:15         | Shon Seung-mo    |
| Lee Chong Wei      | 11:15, 15:3, 12:15 | Chen Hong        |

### 1/4 finału
| Zawodnik 1       | Wynik              | Zawodnik 2      |
| ---------------- | ------------------ | --------------- |
| Ronald Susilo    | 10:15, 1:15        | Boonsak Ponsana |
| Taufik Hidayat   | 15:12, 15:12       | Peter Gade      |
| Sony Dwi Kuncoro | 15:13, 15:4        | Park Tae-sang   |
| Shon Seung-mo    | 10:15, 15:4, 15:10 | Chen Hong       |

### 1/2 finału
| Zawodnik 1       | Wynik            | Zawodnik 2     |
| ---------------- | ---------------- | -------------- |
| Boonsak Ponsana  | 9:15, 2:15       | Taufik Hidayat |
| Sony Dwi Kuncoro | 8:15, 15:9, 9:15 | Shon Seung-mo  |

### o 3. miejsce
| Zawodnik 1       | Wynik        | Zawodnik 2      |
| ---------------- | ------------ | --------------- |
| Sony Dwi Kuncoro | 15:11, 17:16 | Boonsak Ponsana |

### Finał
| Zawodnik 1     | Wynik      | Zawodnik 2    |
| -------------- | ---------- | ------------- |
| Taufik Hidayat | 15:8, 15:7 | Shon Seung-mo |